# Seppo Murto
Seppo Toivo Ilmari Murto, född 13 januari 1955 i Lahtis, är en finländsk organist och kördirigent. 
Murto avlade kantor-organistexamen vid Sibelius-Akademin 1977, examen i orkesterdirigering 1978 (Jorma Panula) och erhöll diplom i orgel 1981 (Enzio Forsblom), dessutom studerade han kördirigering för Harald Andersén. Han var Finlandiahusets organist 1974–1979 och verkade som kyrkomusiker i Esbo från 1978 till 1985, då han blev organist vid Helsingfors domkyrka. Som kördirigent har han lett bland annat Suomen Laulu 1984–1988 och Akateeminen Laulu 1994–2000. Framför allt förknippas hans namn sedan 1981 med teknologernas kammarkör Dominante, som han har utvecklat till en av landets ledande blandade körer. Med denna har han gjort vidsträckta turnéer. Han utmärktes 2001 med titeln Årets kördirigent.